# Hällsnäckor
Hällsnäckor (Chondrinidae) är en familj av snäckor. Hällsnäckor ingår i ordningen landlungsnäckor, klassen snäckor, fylumet blötdjur och riket djur.
Familjen innehåller bara släktet Chondrina.

## Bildgalleri

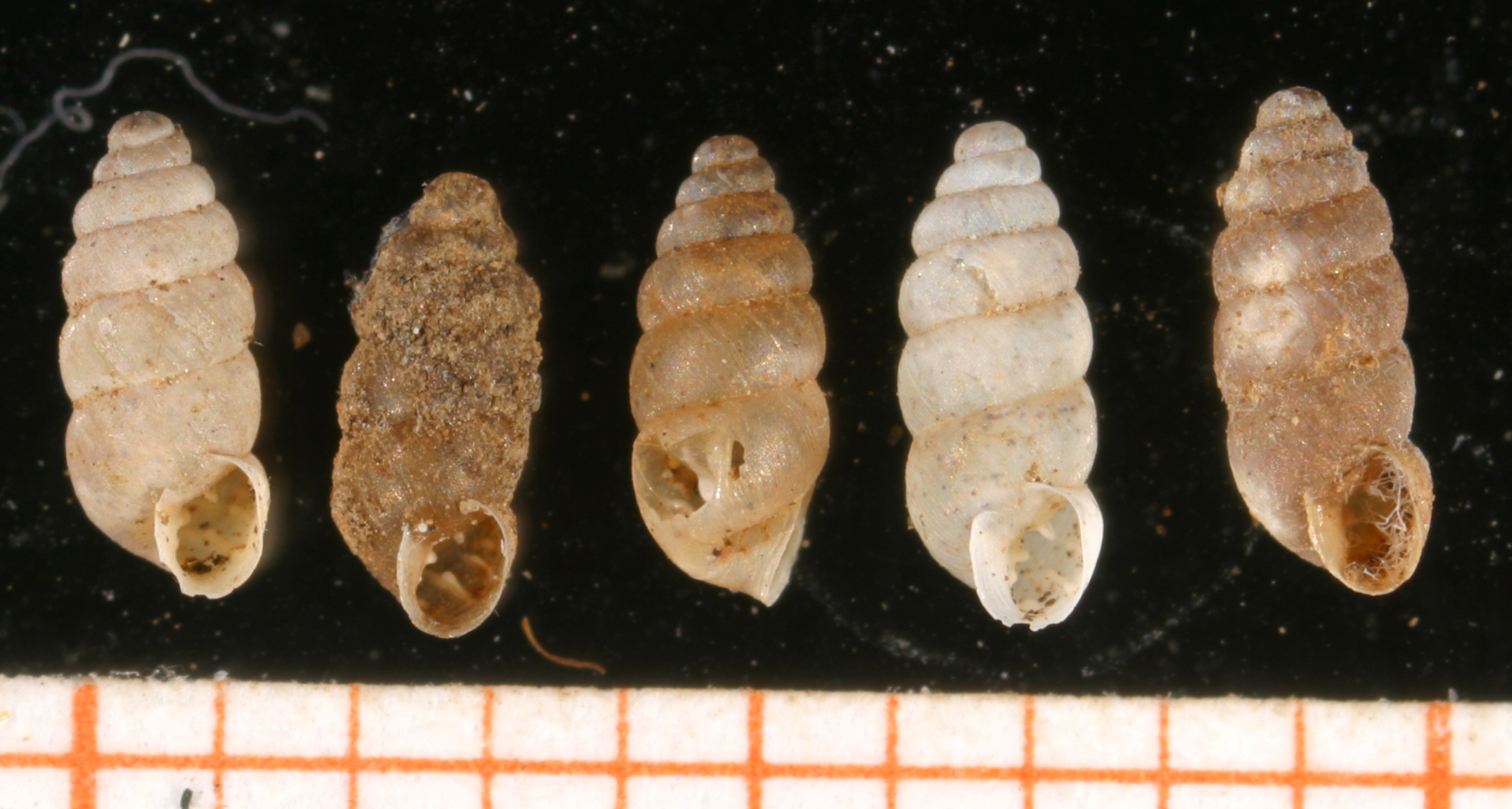
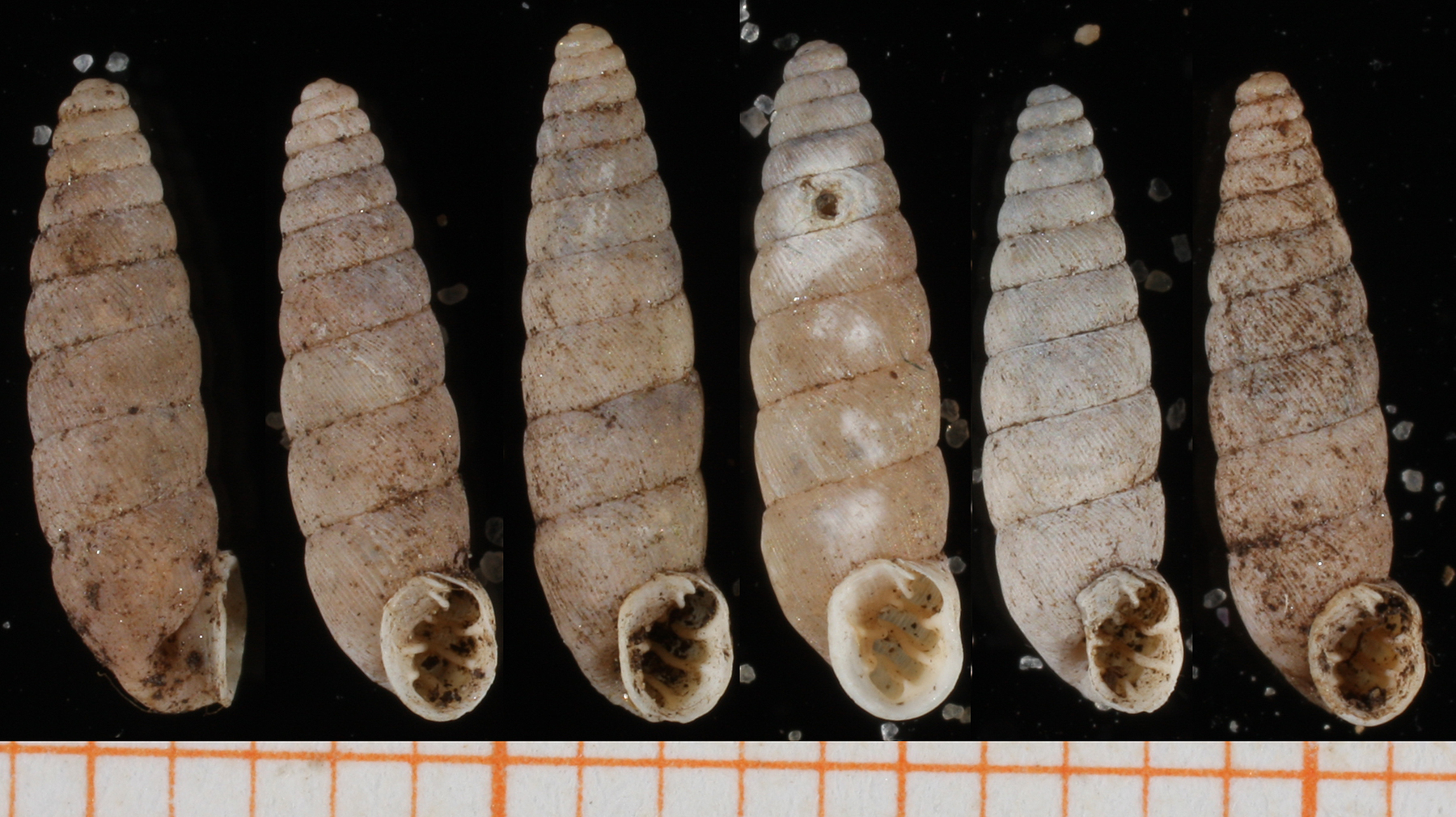
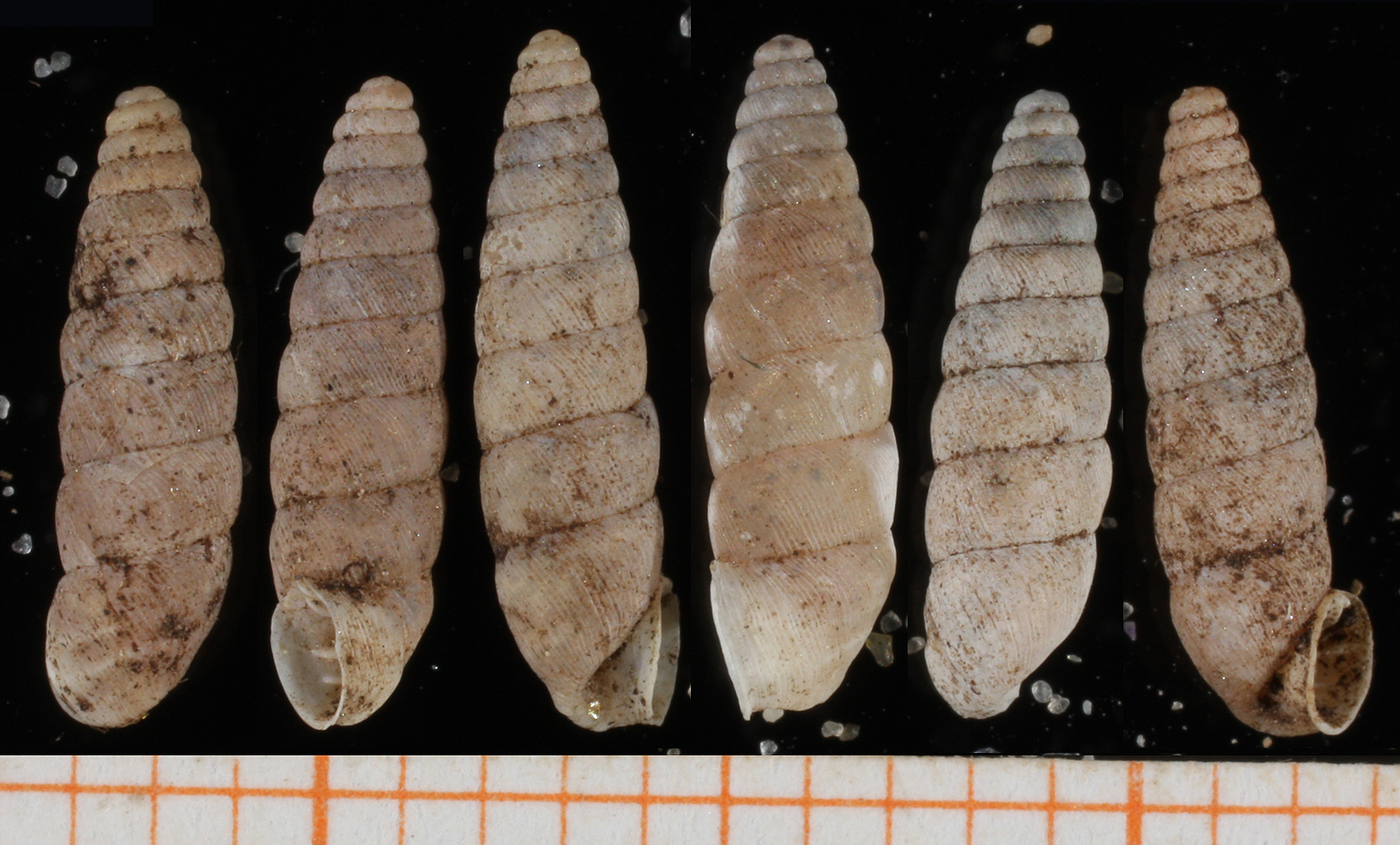
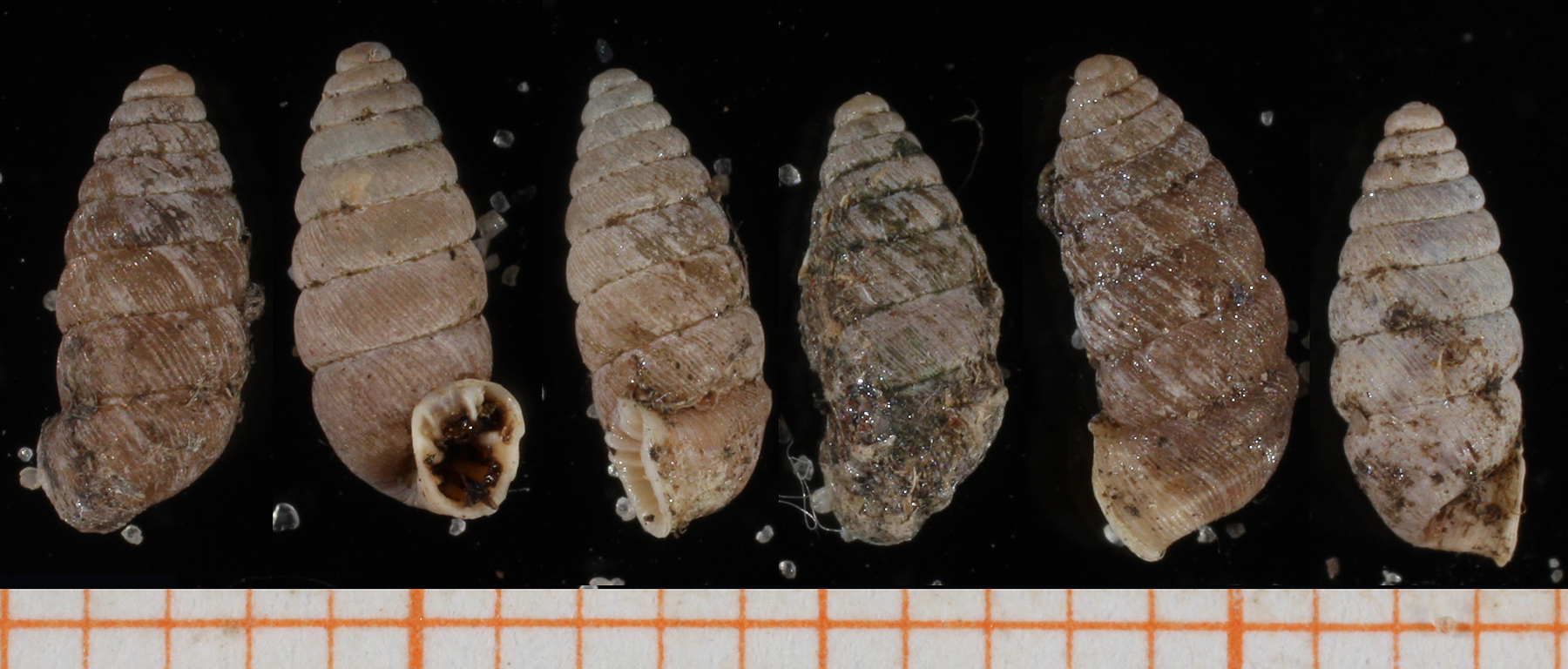
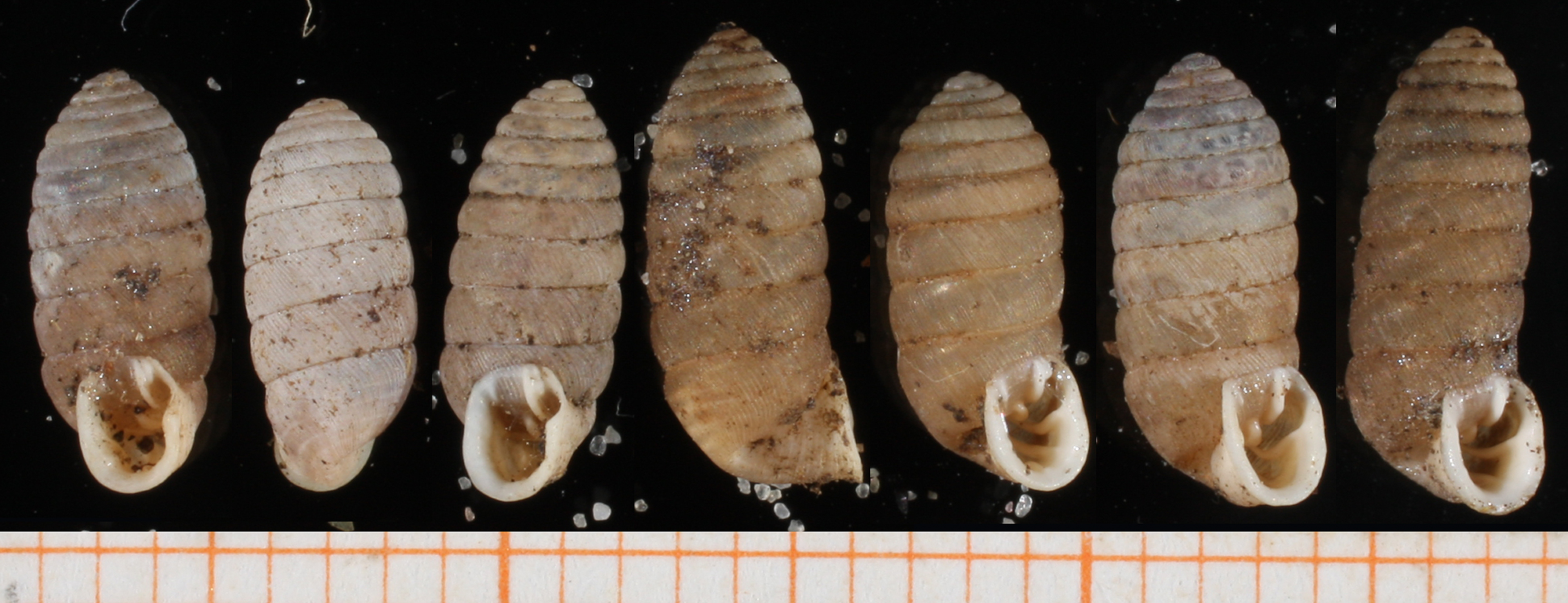
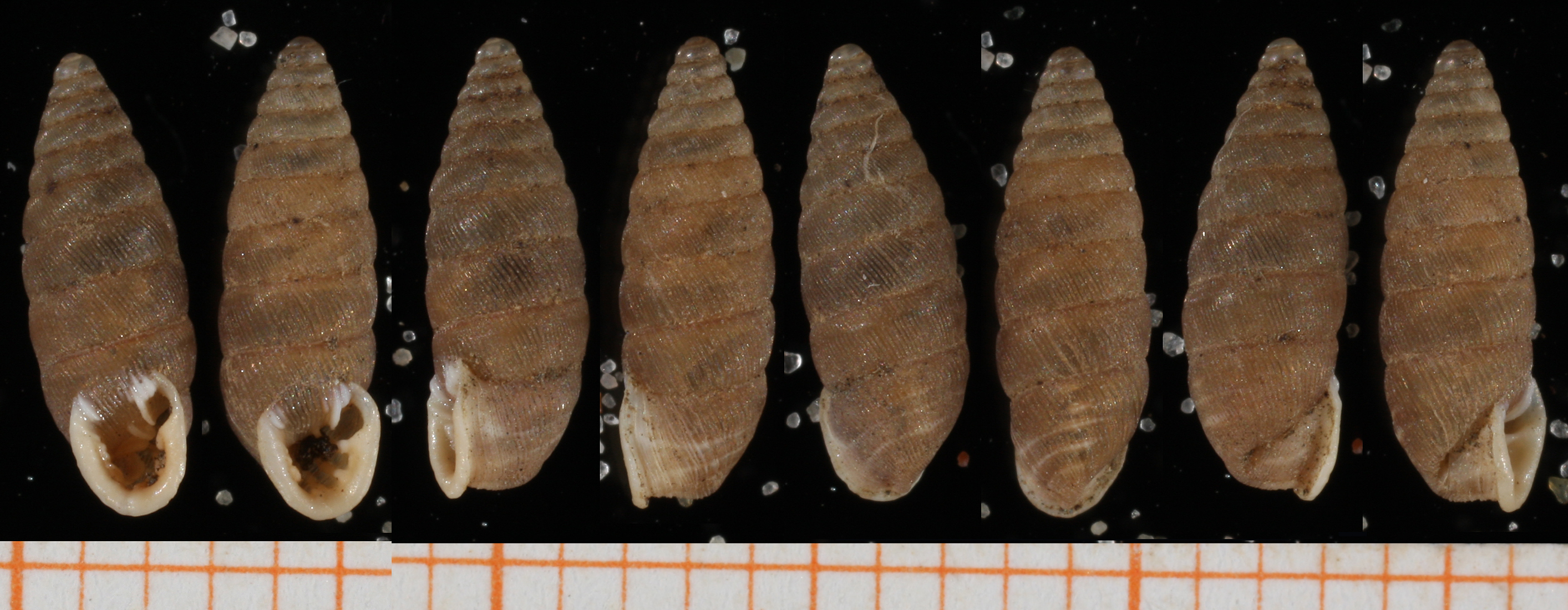